# Rebutia pulchra
Rebutia pulchra ist eine Pflanzenart in der Gattung Rebutia aus der Familie der Kakteengewächse (Cactaceae).

## Beschreibung
Rebutia pulchra wächst sprossend oder selten einzeln mit hell- bis dunkelgrünen, manchmal violett überhauchten Körpern. Diese erreichen bei Durchmessern von 2 bis 4 Zentimetern Wuchshöhen von 2 bis 3 Zentimetern und besitzen eine lange Pfahlwurzel. Die 7 bis 12 kammförmig angeordneten Dornen liegen mehr oder weniger am Körper an und sind nur selten etwas mehr abstehend oder gekräuselt. Sie sind weißlich bis bräunlich und 5 bis 30 Millimeter lang. Mitteldornen fehlen oder sind kaum von den Randdornen zu unterscheiden.
Die hell- bis dunkelvioletten Blüten haben einen helleren Schlund und sind bis 3 bis 5 Zentimeter lang und besitzen ebensolche Durchmesser. Die Früchte sind grünlich oder bräunlich und weisen einen Durchmesser von 5 bis 7 Millimeter auf.

## Verbreitung, Systematik und Gefährdung
Rebutia pulchra ist im bolivianischen Departamento Chuquisaca in der Provinz Jaime Zudáñez verbreitet.
Die Erstbeschreibung wurde 1970 von Martín Cárdenas veröffentlicht. Weitere nomenklatorische Synonyme sind Sulcorebutia pulchra (Cárdenas) Donald (1971), Weingartia pulchra (Cárdenas) F.H.Brandt (1978) und Rebutia canigueralii subsp. pulchra (Cárdenas) Donald ex D.R.Hunt (1997).
In der Roten Liste gefährdeter Arten der IUCN wird die Art als „Least Concern (LC)“, d. h. als nicht gefährdet geführt.

## Nachweise